# Binnenhof (Amstelveen)

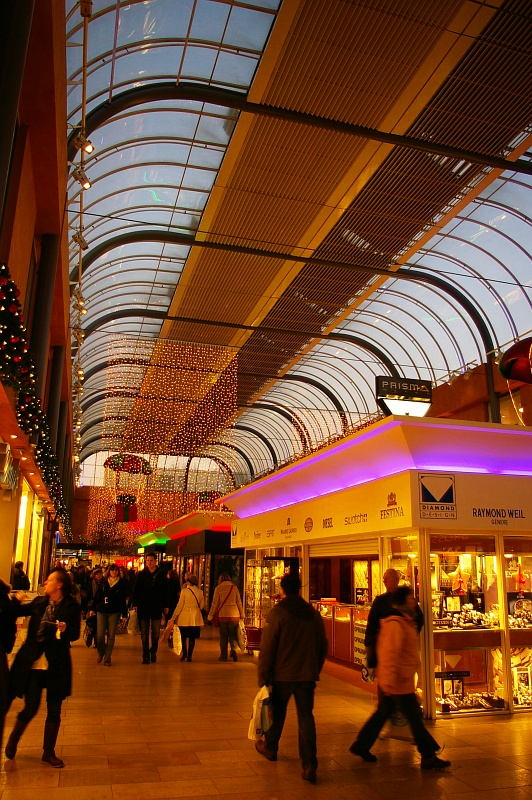
In het overdekte winkelcentrum (2008)

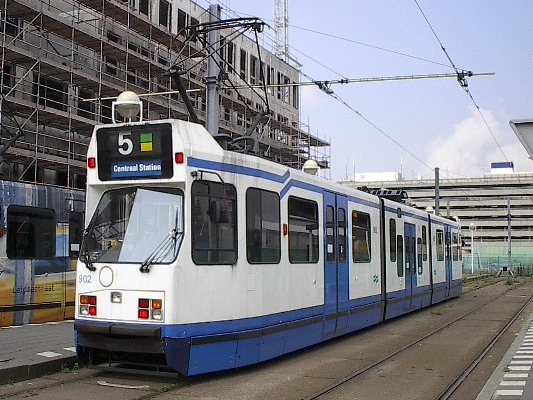
Tramlijn 5 aan het eindpunt Binnenhof in Amstelveen

Het Binnenhof in Amstelveen is een winkelcentrum in het centrum van de plaats Amstelveen in de Nederlandse provincie Noord-Holland.
Het oorspronkelijke winkelcentrum is ontworpen door Van den Broek en Bakema. Het winkelcentrum is rond 1960 in gebruik genomen en was aanvankelijk een niet overdekt plein met vitrines en sloot aan op de winkels gelegen aan de Rembrandtweg en onder de Zaagtandflats. In 1971 kwam aan de oostkant bij het Buitenplein een groot pand met parkeergarage in gebruik voor V&D, die van 1962-1971 onder de Zaagtandflats was gevestigd. 
In 1988 werd het winkelcentrum alsnog overkapt. Op vrijdag is er ten westen van het Binnenhof een markt.
De sinds 1990 ten oosten van het winkelcentrum gelegen eindhalte van de Amsterdamse tramlijn 5 heet Amstelveen Stadshart, deze halte is gelegen is aan de Handelsweg en Handelsplein. Van 27 mei 2019 tot en met 6 november 2020 had ook tramlijn 6 hier zijn eindhalte. 

## Stadshart Amstelveen
Aan het eind van de 20ste eeuw is er op en rond het Binnenhof veel veranderd. Het Plein 1960 in de oude vorm, en de naam ervan, is hierbij verdwenen. De omgeving van het Binnenhof en het voormalige plein heeft in 1998 de naam Stadshart Amstelveen gekregen. Het Binnenhof is aan de westkant uitgebreid met gebouwen, met winkels, woningen, bibliotheek en kunstuitleen, ontworpen door Hans Ruijssenaars, grenzend aan het Stadsplein. De wekelijkse markt op vrijdag is verplaatst naar het Stadsplein.